# Lymanske (oblast d'Odessa)
Pour les articles homonymes, voir Lymanske.
Lymanske (ukrainien : Лиманське, russe : Лиманское, Limanskoïe) est une commune urbaine de l'oblast d'Odessa, en Ukraine. Elle compte 7 185 habitants en 2021.

## Culture sur le territoire municipal

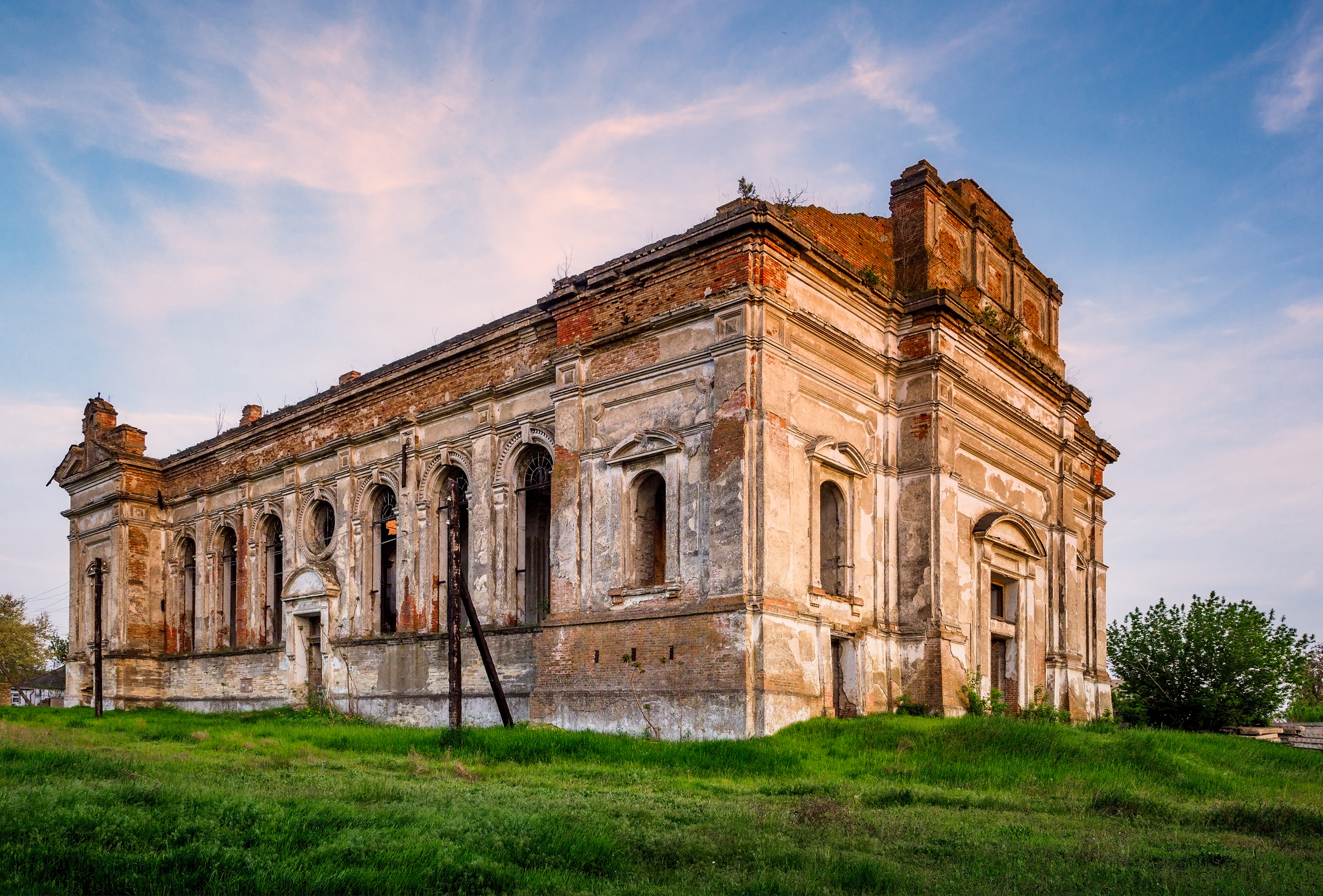
Eglise de l'Assomption de Notre-Dame, classée[2],
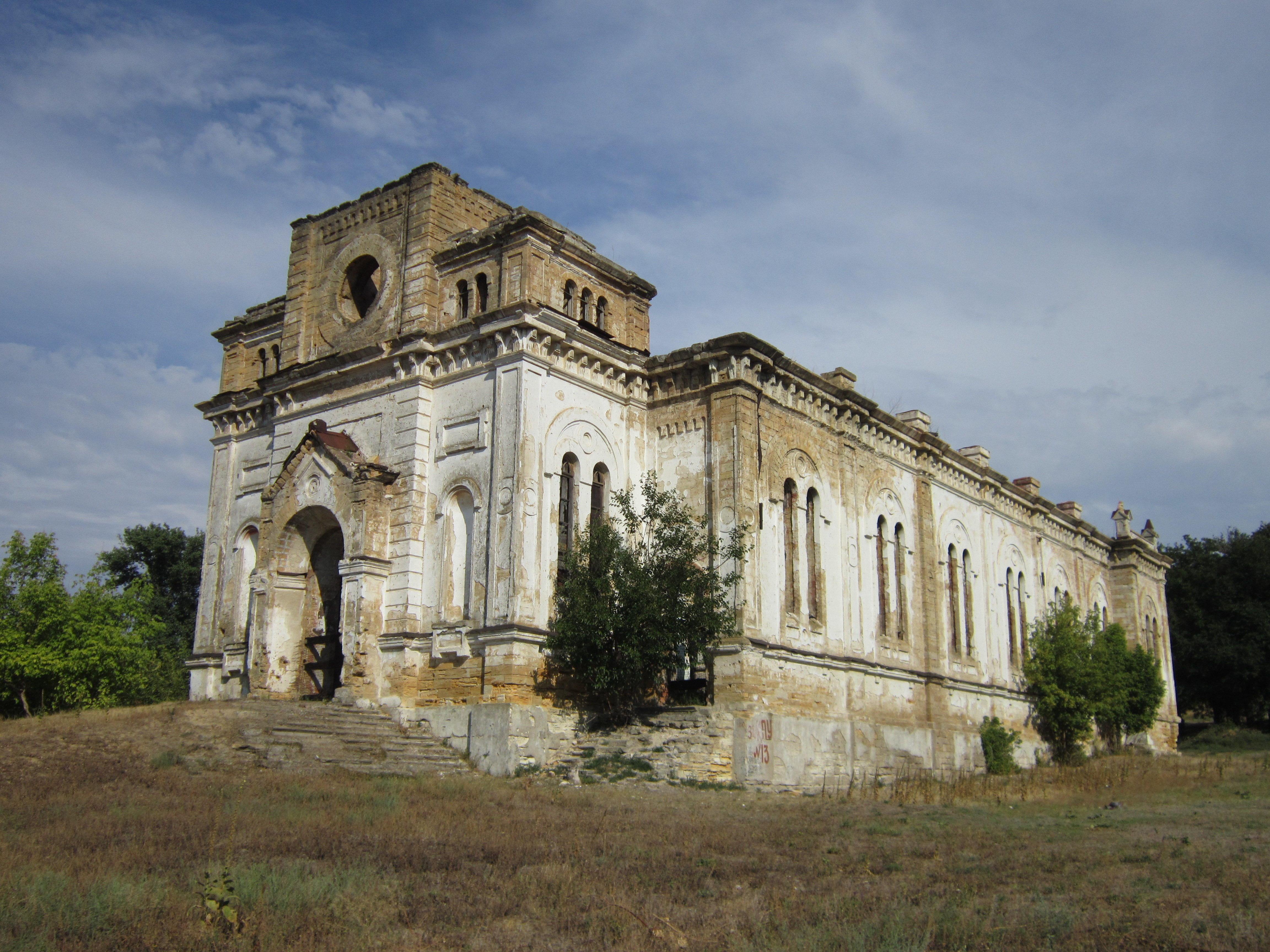
Cathédrale de la Sainte-Trinité, classée[3],
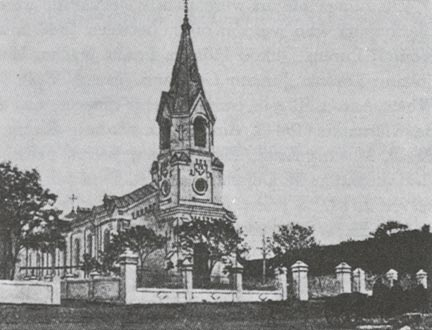
Cathédrale st-Gabriel, classée[4] à Chtcherbanka,
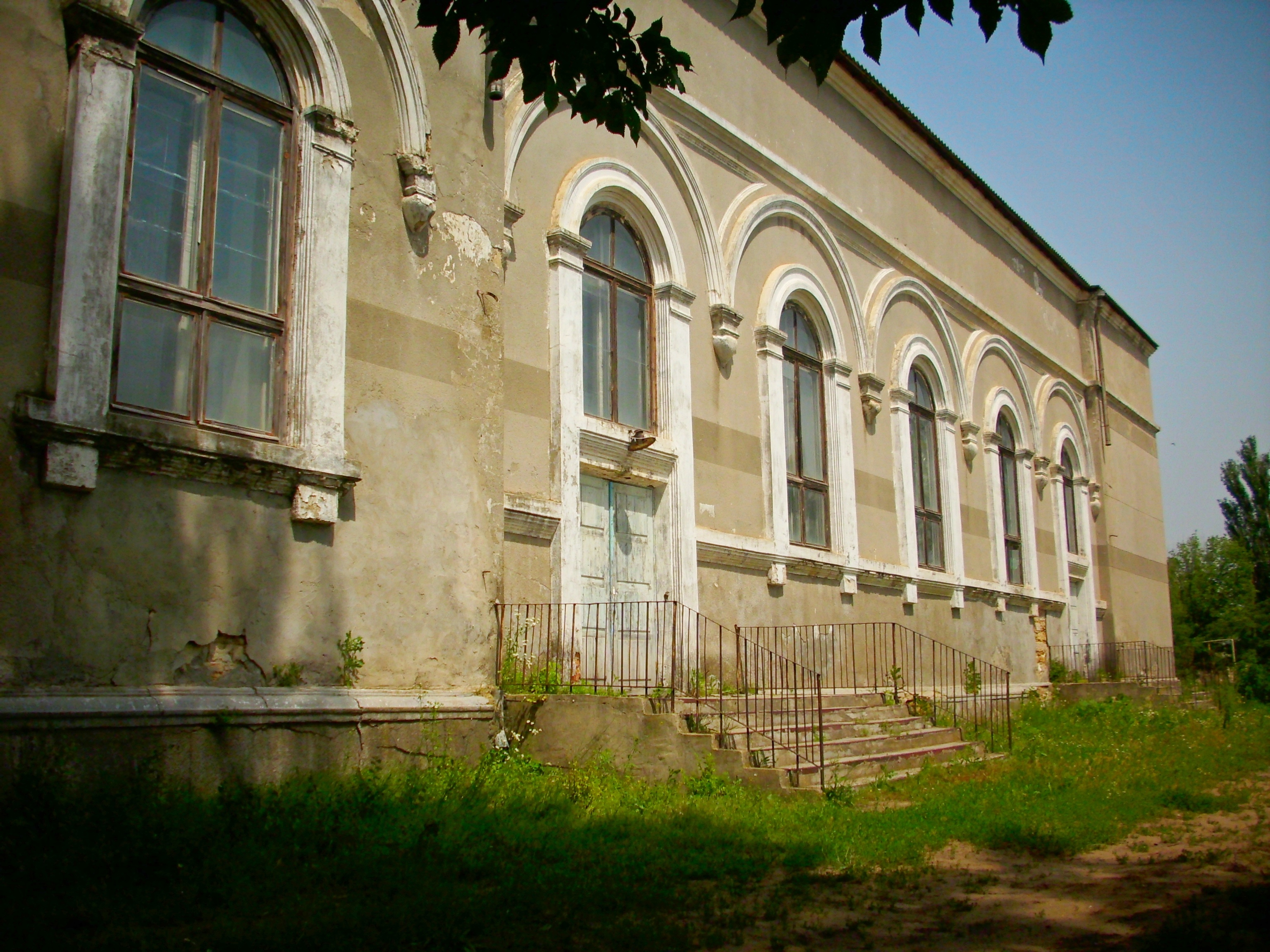
Eglise saint-Joseph, classée[5] à Koutchtouhan.